# CoIP
CoIP (Communications over Internet Protocol) definisce la trasmissione di dati multimediali mediante il Protocollo Internet.
Esso può essere definito come un'estensione per VoIP (Voice over Internet Protocol), poiché include anche invio di testo, immagini e altri tipi di file multimediali (anche i video).